# Vladimir Freidzon
Vladimir Izrailevič Freidzon (Osveja, Bjelorusija, 17. listopada 1921. – Moskva, 23. prosinca 2004.), ruski povjesničar. Proučavao je seljačke pokrete u Hrvatskoj te hrvatsku povijest 19. stoljeća. Suradnik Instituta za slavistiku i balkanistiku Ruske akademije znanosti u Moskvi. Članci su mu na hrvatskom i ruskom jeziku objavljeni u Historijskom zborniku (Hrvatsko-ruski dodiri 1868–1870.,  Russkie konsul’skie donesenija iz Dubrovnika o položenii v Dalmacii v 60-h — načale 70-h godov XIX v.)
Pisao o borbi hrvatskog naroda za nacionalnu slobodu.

## Vanjske poveznice
- CEEOL Хорваты: трудный путь к независимости (XIX-XX вв.),  Bulgarian Historical Review / Revue Bulgare d'Histoire, 1999, Iss. 1-2
- Frejdzon, Vladimir Izrailevič, 1922-2004 - Bibliografie dějin Českých ...[neaktivna poveznica]